# Shahrestān-e Mahābād
Shahrestān-e Mahābād (persiska: شهرستان مهاباد, مهاباد) är en delprovins (shahrestan) i Iran.   Den ligger i provinsen Västazarbaijan, i den nordvästra delen av landet, 500 km väster om huvudstaden Teheran.
Delprovinsen hade 236 849 invånare 2016.